# Triclistus dimidiatus
Triclistus dimidiatus är en stekelart som beskrevs av Morley 1913. Triclistus dimidiatus ingår i släktet Triclistus och familjen brokparasitsteklar. Inga underarter finns listade i Catalogue of Life.